# Kayoko Kudo
Kayoko Kudo (en japonés: 工藤佳代子; 14 de enero de 1988) es una luchadora japonesa de lucha libre. Compitió en Campeonato Mundial en 2012 consiguiendo un quinto puesto. Ganó una medalla de bronce en Campeonato Asiático de 2015. Primera en el Copa del Mundo en 2014 y 2015.